# Saltvik
Saltvik è un comune finlandese di 1793 abitanti, situato nella regione delle Isole Åland.

## Società

### Lingue e dialetti
Lo svedese è l'unica lingua ufficiale di Saltvik; 7,2% parlano altre lingue, compreso il finlandese (3,9%).
| %     | Ripartizione linguistica (gruppi principali) |
| ----- | -------------------------------------------- |
| 92,8% | madrelingua svedese                          |
| 3,9%  | madrelingua finlandese                       |